# Vammala centraltätort
Vammala centraltätort (finska: Vammalan keskustaajama) är en tätort (finska: taajama) och centralort i Sastamala stad (kommun) i landskapet Birkaland i Finland. Vid tätortsavgränsningen den 31 december 2021 hade Vammala centraltätort 9 860 invånare och omfattade en landareal av 20,10 kvadratkilometer.